# فيروس الداء القفزي
فيروس الداء القفزي أو فيروس داء الوثب هو الفيروس المسبب للداء القفزي (أو داء الوثب) في الأغنام.

## التصنيف
يصنف فيروس التهاب الدماغ المحمول بالقراد ضمن جنس الفيروسة المصفرة. هذا الجنس يضم فيروسات أخرى مثل فيروس داء غابة كياسانور وفيروس حمى أومسك النزفية وفيروس التهاب الدماغ المحمول بالقراد وفيروس لانغات وفيروس الخرمة.
هناك أربعة أنواع ثانوية من الفيروس هي: البريطاني والأيرلندي والإسباني والتركي.

## الانتشار
ينتقل الفيروس إلى الحيوانات بواسطة القراد، وأبرز ناقل له هو اللبود الخروعي (لبود خروعي). كما يمكن أن يصيب البشر.